# (79410) Wallerius
(79410) Wallerius est un astéroïde de la ceinture principale.

## Description
(79410) Wallerius est un astéroïde de la ceinture principale. Il fut découvert le 3 mai 1997 à La Silla par Eric Walter Elst. Il présente une orbite caractérisée par un demi-grand axe de 2,38 UA, une excentricité de 0,20 et une inclinaison de 25,1° par rapport à l'écliptique.